# 剑麻
剑麻（学名：Agave sisalana）又名菠萝麻、瓊麻、衿麻，是天门冬科、龙舌兰亚科、龍舌蘭屬的一种植物。1901年由美國領事達文生自夏威夷間接引進原產於中美洲的瓊麻至臺灣。纖維經濟作物。

## 外部連結
- 劍麻 Jianma （页面存档备份，存于）藥用植物圖像數據庫（香港浸會大學中醫藥學院）（繁體中文）（英文）